# 국민 경제 발전 5개년 계획

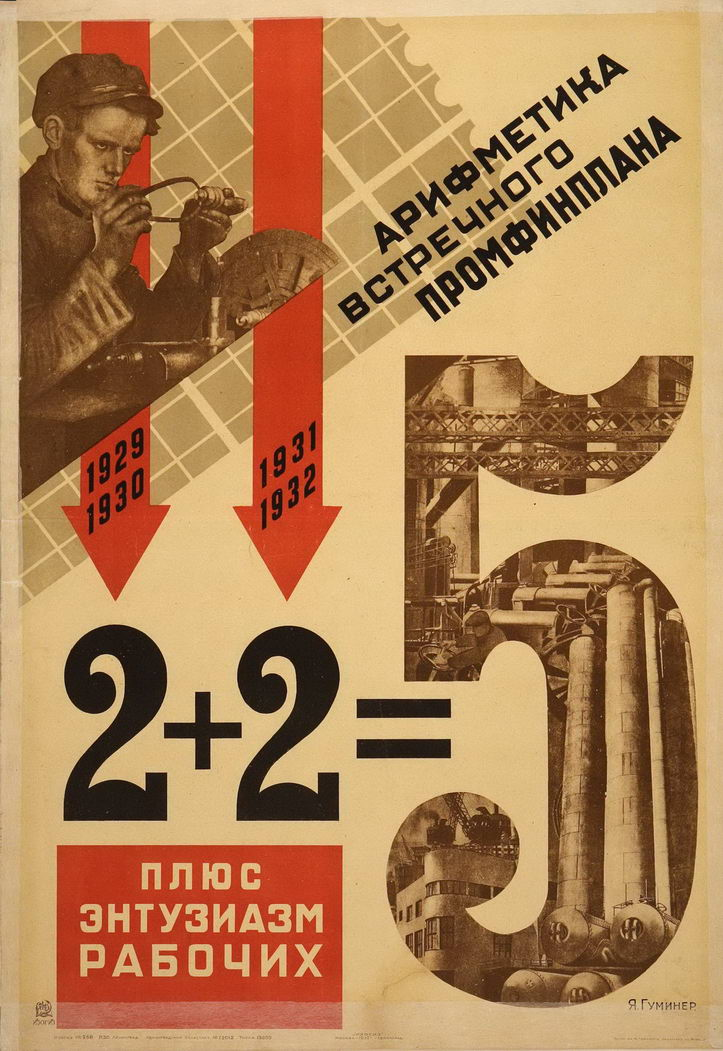
1931년 소련의 제1차 5개년 계획 당시 야코프 구미네르가 제작한 포스터

국민 경제 발전 5개년 계획(러시아어: пятилетние планы развития народного хозяйства СССР)은 소련의 경제 발전을 달성하기 위한 국가주도의 일련의 계획으로, 제1차(1928 ~ 1932), 제2차(1933 ~ 1937), 제3차(1938 ~ 1941)는 1938년에 시작하여 1941년 제2차 세계 대전으로 중단되었다. 2차 대전 이후에도 계획은 계속 추진되었으며, 1991년 소련이 해체될 때까지 총 13차례에 걸쳐 계획이 수립되었다.
소련의 경제 회복은 신경제정책(НЕП, NEP)에 의하여 행해졌으며, 스탈린의 일국사회주의 건설 이론에 기초를 두고 있다. 제1차의 중점은 중공업, 특히 철강·농업기계의 생산과 농업에 있어서 집단화(특히 콜호스)에 두었다. 공업 부문에서 드러난 것은 돈바스의 기계공업, 시베리아 철도, 드니프로 수력발전소의 건설 정도였다.
농업에서는 네프에 의하여 부농(Кулак)이 생겼으나 농업기계를 사용하는 광대한 콜호스(Колхоз, 집단농장)와 소프호스(Совхоз, 국영농장)의 조직으로 부농을 없앴다. 이리하여 소련은 공업국이 되었고, 제2차 계획 기간에는 스타하노프 운동이라는 전국적인 노동 생산 경쟁 운동도 전개하였으며, 농업 부문의 집단화도 거의 완성하여 공업과 농업에 있어서 공산화를 강행하기에 이르렀다.

## 참고 자료
- 이 문서에는 다음커뮤니케이션(현 카카오)에서 GFDL 또는 CC-SA 라이선스로 배포한 글로벌 세계대백과사전의 내용을 기초로 작성된 글이 포함되어 있습니다.

## 같이 보기
- 1930년대 소련 대기근
- 인구론
- 코민테른